# Birger Gerhardsson
Birger Gerhardsson, född den 26 september 1926 i Vännäs församling, Västerbottens län, död den 25 december 2013 i Lund, var en svensk teolog och präst. 
Gerhardsson blev teologie kandidat 1952, teologie licentiat 1956, teologie doktor och docent i Nya Testamentets exegetik vid Uppsala universitet 1961. Han prästvigdes 1953, innehade förordnanden i Luleå stift 1953 och Uppsala ärkestift 1958, var lärare vid Fjellstedtska skolan i Uppsala 1953–58 och 1961–64 samt professor i exegetisk teologi vid Lunds universitet från 1965. Gerhardsson blev emeritus 1992. Hans huvudsakliga vetenskapliga fokus låg på överföringen och utvecklingen av de muntliga traditionerna i Nya Testamentets evangelier. Han var ledamot av Nathan Söderblom-sällskapet och Humanistiska vetenskapssamfundet i Lund.
Gerhardsson är begravd på Norra kyrkogården i Lund. Han var bror till Gideon Gerhardsson.